# 山地まり
山地 まり（やまち まり、1994年6月25日 - ）は、日本の元女優、元バラエティタレント。東京都出身。

## 来歴
高校2年（2012年）の冬、居酒屋のアルバイト面接に行った際に立ち寄った青山の薬局で事務所社長にスカウトされ芸能界入りした。
2012年、『週刊プレイボーイ』巻頭グラビア「素人女子高生」でデビュー。
2013年4月、テレビドラマ『35歳の高校生』で女優デビュー。
2016年、『血まみれスケバンチェーンソー』で映画初出演。
2017年10月18日、シングルCD『明日はきっといい天気』（日本コロムビア）をリリースし歌手デビュー。
現在は既に引退していることを、かつて『オレたちゴチャ・まぜっ!〜集まれヤンヤン〜』で共演していた有野晋哉が2020年4月25日深夜放送の同番組内で本人からの報告として明かしている。

## 人物
- 生まれは東京都渋谷区広尾[7]。
- 母親が転勤族のため青森など各地へ何度も引っ越しをしている[7]。
- 4人兄弟の末っ子である[8]が他の兄弟とは異父兄弟である。父と母は山地が幼いころに離婚し母親ひとりで兄弟を育てた[7]。
- 未成年の頃からバイトをして家計を助けていた[7]。
- これまでのバイト先はコンビニ、居酒屋、小料理屋、ファーストフード等で、グラドルデビュー後もバイトをしていた。なお、デビュー後のバイト先は顔バレを気にして事務職のバイトに変えている[7]。
- 『AKB48 第七回研究生（10期生）オーディション』を受けるも、最終審査で落選した[9]。
- 異性と付き合った経験が少なく、肉体関係に至らず処女であると公言していた[10]。ファースト写真集『処女』の発売イベントでは『処女認定証』を授与されている[11]。
- 趣味は漫画を描くことで少女漫画やBL漫画を描いている。また、スマホアプリを使いBL小説も書いていてペンネームで投稿しており、その閲覧数は10万アクセスに上ることもあるという[12]。
- 『週刊プレイボーイ』2015年4月6日号(2015-No.14)に「山地まりのおっきな胸（ゆめ）物語」と題した自伝マンガを企画で掲載したことがある。
- 本格的な女優になることが最終目標で、目標としている女優は中谷美紀、吉高由里子、二階堂ふみであると2015年4月3日の記事で語っていた[13]。

## 出演

### テレビ番組

#### ドラマ
- 35歳の高校生（日本テレビ、2013年4月13日 - 6月22日） - 橘さゆり 役
- 奇跡の教室（日本テレビ、2014年6月28日）
- 近キョリ恋愛〜Season Zero〜（日本テレビ、2014年7月20日 - 10月12日） - 掛居真帆 役
- なぜ東堂院聖也16歳は彼女が出来ないのか? 第6話（メ〜テレ、2014年10月期）-  マナ 役
- 痛快TV スカッとジャパン（フジテレビ）
  - 2015年4月6日 2時間SP - 短編ドラマ「高級ショップ店員エリカ」 主演：狩野あずさ 役
  - 2015年4月20日 2時間SP - 短編ドラマ「彼には言えない…」 主演：佐伯かすみ 役
  - 2015年10月12日 - 短編ドラマ「ムカつく合コン女王」 主演：川崎瞳 役
  - 2016年1月11日 - 短編ドラマ 主演：原田小夏 役
  - 2016年4月11日
  - 2016年6月20日
- LOVE理論（テレビ東京、2015年5月12日） - 神埼ミホ 役
- となりの関くん 第8話（MBS、2015年9月15日） - 友沢 役
- HiGH&LOW 第1話（日本テレビ、2015年10月21日）
- 監獄学園 第1話（MBS、2015年10月27日） - 先輩 役
- MARS 第4話（日本テレビ、2016年1月）
- 咲-Saki-（2016年12月 - 、MBS・TBS系）、特別編（2017年1月、MBS・TBS） - 津山睦月 役
- 残酷な観客達（2017年5月18日 - 7月20日、日本テレビ） - 恵子 役
- ハケンのキャバ嬢・彩華 第6話（2017年11月20日、朝日放送[注釈 1]）- 立花ココミ 役[14][15]
- 人狼ゲーム ロストエデン（2018年1月17日 - 3月21日、tvkほか）　- 立花みずき 役
- 噂の女（2018年） - 中島あゆみ 役
- やれたかも委員会 エピソード7「カラオケボックス編」 (2018年6月11日（10日深夜）、MBS / 6月13日（12日深夜）、TBS）[16] - 円塔夏海 役
- 歌舞伎町弁護人 凛花（2019年4月14日 - 7月7日、BSテレ東） - 山田蘭 役

#### バラエティ
- ギョクセキっ!（関西テレビ、2014年2月24日）
- 世界番付（日本テレビ、2014年5月30日） - スタジオゲスト
- ナカイの窓（日本テレビ、2014年8月6日） - ゲスト
- しくじり先生 俺みたいになるな!!（テレビ朝日、2015年2月5日）
- ツボ娘（TBSテレビ、2015年2月25日）
- 火曜サプライズ（日本テレビ、2015年2月17日） - スタジオゲスト
- 有吉ジャポン（TBSテレビ、2015年3月13日） - スタジオゲスト
- サンデージャポン（TBSテレビ）
  - 2015年3月15日 - スタジオゲスト
  - 2015年3月29日 - スタジオゲスト
  - 2015年4月19日 - テリー伊藤のモテ散歩!のコーナー：スタジオゲスト
  - 2015年5月10日 - スタジオゲスト
  - 2015年6月7日 - スタジオゲスト
  - 2015年10月25日 - スタジオゲスト
- オールスター大感謝祭'15春（TBSテレビ、2015年4月4日）
- ヨソで言わんとい亭（テレビ東京、2015年5月21日） - ゲスト
- 村上信五とスポーツの神様たち（フジテレビ、2015年6月10日） - ゲスト
- 3日間（日本テレビ、2015年7月19日）
- ポンコツ&さまぁ〜ず（テレビ東京、2015年8月1日・8日） - トークゲスト
- 笑神様は突然に…（日本テレビ、2015年8月14日） - スタジオゲスト
- 有田チルドレン（TBSテレビ、2015年9月1日・8日） - スタジオゲスト
- Beach Angels（TBSチャンネル、2015年）
- 秘密のケンミンSHOWダウンタウンDX合体3時間SP（日本テレビ、2016年1月14日） - スタジオゲストスタジオゲスト
- ロンドンハーツ（テレビ朝日、2016年1月26日）
- ナイナイアンサー（日本テレビ、2016年2月23日） - スタジオゲスト
- アカデミーナイトQ（TBS、2016年3月22日・29日） - スタジオゲスト
- バイキング（フジテレビ、2016年6月30日）
- プレバト!!（MBS、2016年9月29日）
- クイズ正解は私です（日本テレビ、2016年10月9日）
- 柴田地球防衛隊〜地球を守るのは僕らだ〜（AbemaTV、2016年10月17日 - 2017年3月20日）
- NEO決戦バラエティ キングちゃん（テレビ東京、2018年3月5日）

### WEBドラマ
- ハケンのキャバ嬢・彩華 第6話（2017年11月13日、AbemaTV[注釈 1]） - 立花ココミ 役

### 映画
- 血まみれスケバンチェーンソー（2016年3月5日、VAP） - 碧井ネロ 役[5]
- エミアビのはじまりとはじまり（2016年9月3日、ビターズ・エンド） - 黒沢雛子 役[17]
- SCOOP!（2016年10月1日、東宝） - グラビアアイドル：山地まり 役
- 咲-Saki-（2017年2月3日、プレシディオ） - 津山睦月 役

### オリジナルビデオ
- ドライブサーガ 仮面ライダーチェイサー（2016年4月20日、東映ビデオ） - 田宮日奈子 役[18]

### ラジオ番組
- オレたちゴチャ・まぜっ!〜集まれヤンヤン〜（MBSラジオ、2015年4月18日 - 2016年4月10日・2017年4月15日 - 2018年4月14日） - ヤンヤンガールズ7期生[19]、9期生[20]

### 雑誌
- 週刊プレイボーイ（集英社）2012年以降随時
- 週刊ヤングマガジン（講談社）2013年2月
- 月刊サイゾー（サイゾー）2013年8月19日 表紙巻頭
- カスタムCAR（芸文社）2013年10月 表紙
- ヤングガンガン（スクウェア・エニックス）表紙巻頭 2014年1月4日号
- UTB+（アップトゥーボーイ プラス） vol.18 （ワニブックス）2014年1月23日
- B.L.T.（東京ニュース通信社）2014年1月24日号
- 週刊ヤングジャンプ（集英社）2014年2月13日号
- 週刊ヤングジャンプ（集英社）2014年4月17日号
- 週刊ヤングジャンプ（集英社）巻頭 2014年7月24日号
- FLASH（光文社）表紙巻頭 2014年12月15日号
- 週刊プレイボーイ（集英社）表紙巻頭（週プレ3姉妹） 2015年1月5日号
- ボム学研 2015年1月9日号
- ヤングチャンピオン（秋田書店）表紙巻頭 2015年2月24日号
- 週刊プレイボーイ（集英社）表紙巻頭 2015年2月23日号
- 週刊大衆（双葉社）表紙巻頭 2015年3月5日号
- FLASH（光文社）表紙巻頭 2015年3月13日号
- GooBike 表紙巻頭 2015年3月20日号
- アサヒ芸能（徳間書店） テリー伊藤「オフレコ厳禁」対談 2015年4月2日号
- 月刊MAMORU（扶桑社）表紙巻頭 2015年6月21日号
- ヤングガンガン（スクウェア・エニックス）表紙巻頭 2015年7月3日号
- 週刊SPA（扶桑社）表紙巻頭 2015年8月4日号
- 週刊プレイボーイ（集英社）表紙巻頭（週プレ3姉妹） 2015年8月24日号
- 週刊プレイボーイ（集英社）巻頭 2016年1月4日号
- 週刊プレイボーイ（集英社）表紙巻頭 2016年7月11日号
- GooBike 表紙巻頭 2016年9月2日号
- 週刊SPA（扶桑社）表紙 グラビアン魂 2016年9月27日号

### CM
- なぜ、あなたの話はつまらないのか？（著：美濃部達宏、あさ出版）ISBN 978-4-86063-674-6 WEBCM、店頭販促ビデオ出演
- 宮城県読売会[21]
- CASIO FR-10 WEB、店頭CM
- マンダム GATSBY（ギャツビー）デオドラントWEB、店頭CM
- よみうりランド 2015-2016冬ジュエルミネーション [絶対綺麗宣言]編 TV-CM
- 防衛省自衛隊札幌地方協力本部 2016年自衛官募集イメージガール[22]
- スクウェア・エニックス「ファイナルファンタジーXIV 夏休み2016」

### イメージDVD
- Beach Angels ビーチ・エンジェルズ 山地まり in 西表島（2016年1月20日、TBS / VAP）[23][24]
- 君との始まり（2018年3月23日、リバプール）[25]

### 写真集

#### デジタル写真集
- デジタル週プレ写真集『山地まり「18歳の体が大変なことに！！」』（2013年12月20日、集英社、撮影：橋本雅司）
- デジタル週プレBOOK『山地まり「私のスイッチは…。」』（2014年4月11日、集英社、撮影：西田幸樹）
- デジタル週プレ写真集『山地まり「実はふにゃふにゃ系…」』（2014年11月28日、集英社、撮影：橋本雅司）
- デジタル週プレ写真集 柳ゆり菜／山地まり／久松郁実「週プレ3姉妹」（2015年4月3日、集英社、撮影：井ノ元浩二）

#### 書籍
- 処女（2015年2月23日、集英社、撮影：橋本雅司）ISBN 978-4-087807-50-9[26]
- ポートレート撮影ムック『オールドレンズ×美少女』（2015年10月30日、玄光社、撮影：上野由日路）ISBN 978-4-7683-0669-7[27]

## CD
- 明日はきっといい天気（2017年10月18日、日本コロムビア）
カップリング曲の「Our Place」「YOURSELF」は2曲とも山地自身が作詞をしている。